# Lorenzago di Cadore
Lorenzago di Cadore ist eine Gemeinde mit 551 Einwohnern (Stand 31. Dezember 2023) in der italienischen Provinz Belluno (Venezien). Sie liegt 45 km nördlich von Belluno in den italienischen Alpen und ist Teil der von den Dolomiten umrahmten Tallandschaft Cadore. Durch Lorenzago führt die Staatsstraße SS 52, welche die Gemeinde über den acht Kilometer entfernten Mauriapass mit Friaul verbindet. 
Papst Johannes Paul II. und sein Nachfolger Benedikt XVI. verbrachten mehrmals ihre Sommerurlaube in Lorenzago. 

## Einzelnachweise

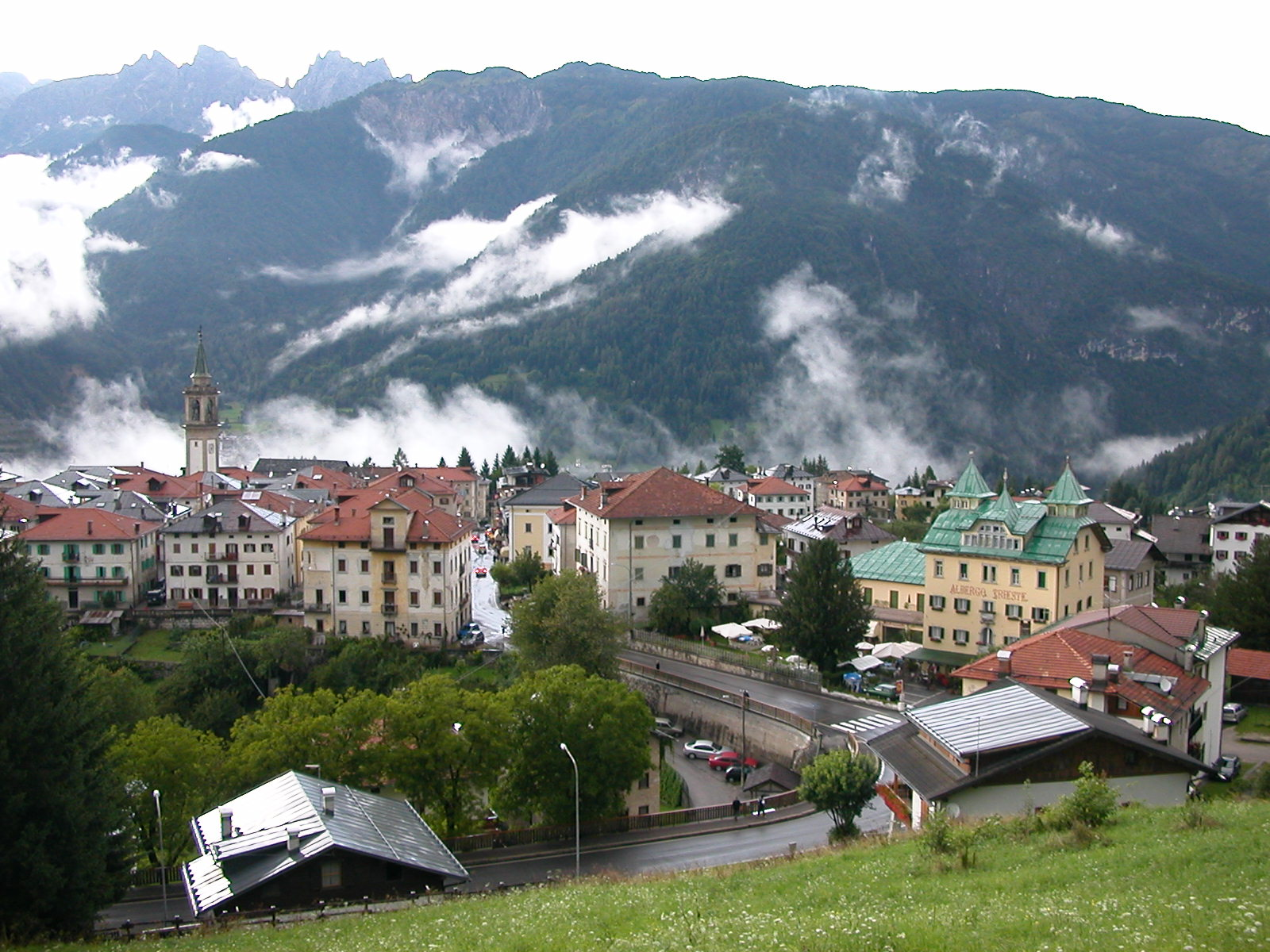
Lorenzago di Cadore